# Tachibana no Moroe
Tachibana no Moroe (jap. 橘諸兄; ur. 684, zm. 757) – japoński arystokrata, poeta i polityk okresu Nara (jap. 奈良時代 Nara jidai).

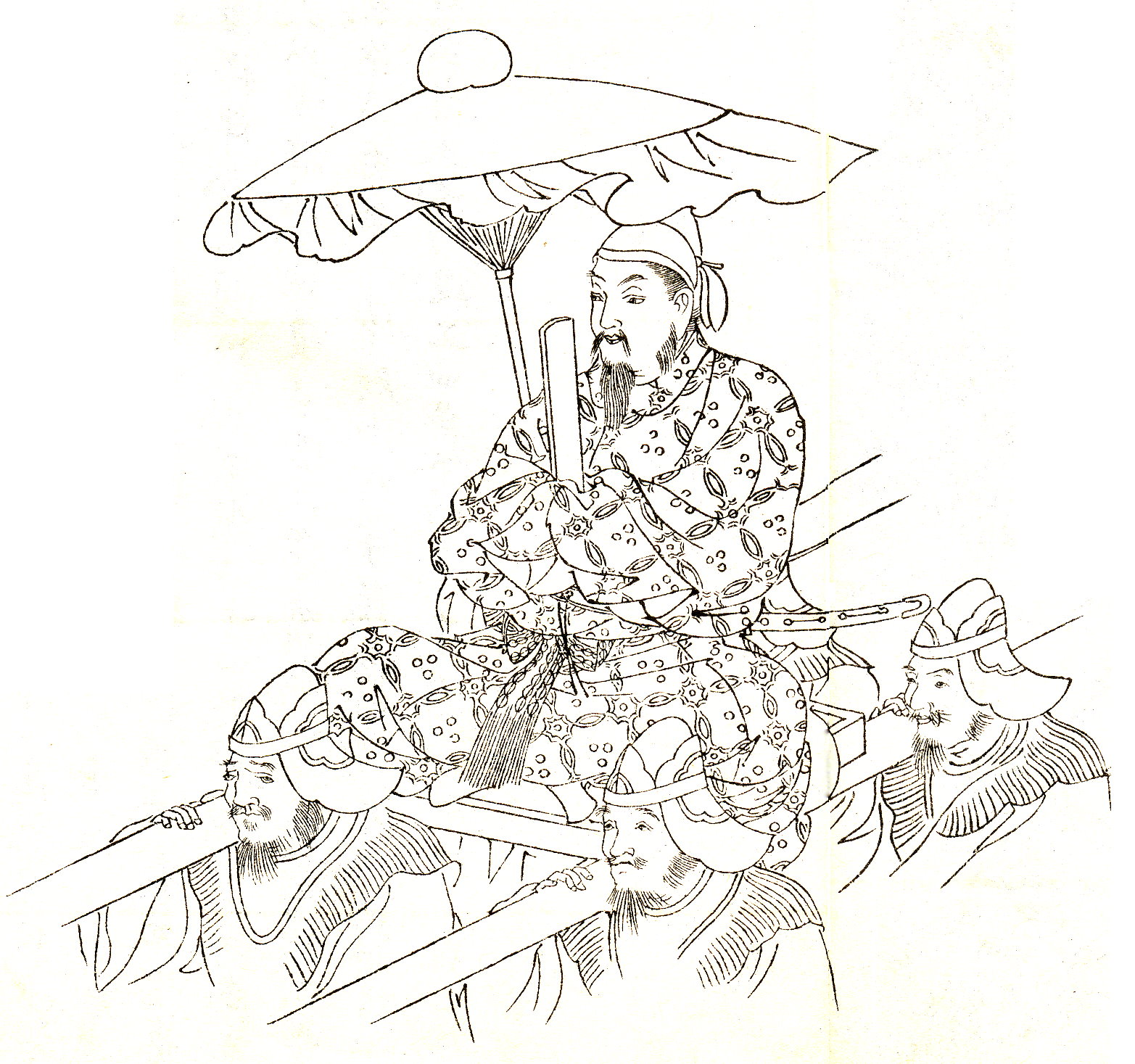
Tachibana no Moroe

Był synem księcia Minu i Tachibany no Michiyo, protoplastki rodu Tachibana. W wyniku epidemii ospy, która ogarnęła stolicę Japonii w 737 roku i śmierci synów Fujiwara no Fuhito, Tachibana no Moroe odgrywał przez pewien czas najważniejszą rolę na dworze cesarza Shōmu (ur. 701, zm. 4 czerwca 756). W 738 został mianowany ministrem prawej strony, a w 740 stłumił rebelię Fujiwary no Hirotsugu. W tym samym roku za jego namową przeniesiono stolicę do Kuni-kyō. W 743 został podniesiony do rangi wielkiego ministra lewej strony - pełnił tę funkcję aż do swojej śmierci. Tachibana no Moroe został usunięty z życia publicznego przez Fujiwarę Nakamaro, który zdominował życie polityczne w kraju za panowania cesarzowej Kōken i cesarza Junnina. Tachibana no Moroe zmarł w 757 roku, przeżywszy 74 lata.
Jeden z najwyżej cenionych poetów okresu Nara. Jego wiersze zostały umieszczone Man’yōshū - najstarszej zachowanej do naszych czasów antologii poezji japońskiej.